# 郭允明
郭允明（？—951年1月2日），小名窦十，五代十国后汉官员，河东人。
郭允明年轻时隶属于河东制置使范徽柔，范徽柔被诛，郭允明被刘知远收留，服侍刘知远很多年，很得他的欢心。刘知远镇守太原，郭允明历任牙职，刘知远即位，郭允明官至翰林茶酒使兼鞍辔库使。汉隐帝嗣位，郭允明也被亲信，恃宠骄纵，毫无礼数。与相州节度使郭谨因同宗之故，交结很深。郭谨在相州，郭允明常带御酒送给他，不以犯禁为意，执政大臣也很姑息。出使荆南，车辆服制，前导后从，如同节度使，州县邮驿奔驰相告，提心吊胆，荆南节度使高保融恭迎他搞得手忙脚乱。郭允明暗中派人测量城墙之高低、护城河之宽广，来打动荆州人，希望得到重贿。乾祐末年，兼任飞龙使。不久，与李业等人策动变乱，杨邠等人被郭允明亲自在朝堂西庑下杀死。王章女婿戶部員外郎张贻肃，被杀时血往上喷。北郊战败，郭允明与汉隐帝逃到民舍，亲手弑君，随后自杀。